# Гришовка
Гри́шовка (Гришевка, укр. Гришівка) — село, расположенное на территории Борзнянского района Черниговской области (Украина) на берегу реки Трубин. Население — 31 человек
Близ деревни есть археологические памятники: поселение эпохи неолита, поселение эпохи бронзы, поселение VIII—III вв. до н. э. скифо-сарматской культуры.